# Concertgebouw
Concertgebouw (tiếng Hà Lan: Koninklijk Concertgebouw, /ˌkoːnɪnklək kɔnsɛrt.xəˌbʌu̯/) là một phòng hòa nhạc ở Amsterdam, Hà Lan. Cụm từ "concertgebouw" của Hà Lan có nghĩa đen là "tòa nhà hòa nhạc". Vào ngày 11 tháng 4 năm 2013, nhân dịp kỷ niệm 125 năm thành lập, nữ hoàng Beatrix ban danh hiệu Hoàng gia "Koninklijk" trên tòa nhà, như trước đó (năm 1988) cho Dàn nhạc Hoàng gia Concertgebouw. Với âm thanh được đánh giá cao, Concertgebouw được coi là một trong những phòng hòa nhạc hay nhất trên thế giới cùng với những nơi như Hội trường SYmphony ở Boston và Musikverein ở Viên.